# رابی راجرز
رابی راجرز (انگلیسی: Robbie Rogers؛ زاده ۱۲ مهٔ ۱۹۸۷) بازیکن فوتبال اهل ایالات متحده آمریکا است. وی اولین همجنس‌گرای علنی است که برای تیم ملی فوتبال آمریکا بازی می‌کند.